# Ritual.
Ritual. (česky rituál) je první studiové album kultovní české black metalové kapely Master's Hammer. Nahráno bylo v prosinci 1990 a vydáno v roce 1991 nezávislým hudebním vydavatelstvím Monitor Records. Později bylo znovu vydáno a distribuováno dalšími firmami, např. roku 1994 francouzskou Osmose Productions, k níž Master's Hammer později přešli.

## Skladby
Několik skladeb původně pochází z demo nahrávky The Fall of Idol (Pád modly, 1990). Reedice od Osmose Productions obsahuje dva bonusy. Píseň „Jáma pekel“ byla znovu nahrána v roce 2009 na albu Mantras. Polská skupina Behemoth nahrála v roce 2008 na EP Ezkaton její coververzi, na které se objevil Jiří Valter, frontman Root.
Ke skladbám „Černá svatozář“ a „Geniové“ vyšly v roce 1991 videoklipy.

## Ohlas kritiky
Podle kapely se alba jen v České republice prodalo přes 25 000 kopií. Stalo se jedním z hlavních na české blackmetalové scéně 90. let, vedle nahrávky Zjevení skupiny Root (1990) a Barbarians od Maniac Butcher (1995). Album ovlivnilo i ranou norskou black metalovou scénu; norský hudebník Fenriz z Darkthrone podotkl, že je to „první norské black metalové album“, ačkoli (Master's Hammer) jsou z Československa.
Magazín Rock Hard zahrnul Ritual. do seznamu „250 blackmetalových alb, které by člověk měl znát“.

## Seznam skladeb
Hudbu složil(i) Master's Hammer (Štorm, Necrocock, Monster, Mirek Valenta a Silenthell), texty napsal(i) František Štorm.
| Pořadí | Název                    | Délka |
| ------ | ------------------------ | ----- |
| 1.     | „Intro“ (instrumentální) | 0:52  |
| 2.     | „Pád modly“              | 6:29  |
| 3.     | „Každý z nás…!“          | 3:30  |
| 4.     | „Ritual“                 | 3:16  |
| 5.     | „Geniové“                | 5:06  |
| 6.     | „Černá svatozář“         | 5:33  |
| 7.     | „Věčný návrat“           | 3:24  |
| 8.     | „Jáma pekel“             | 4:18  |
| 9.     | „Útok“                   | 7:31  |

Reedice Osmose Production z roku 1994
| Pořadí | Název                     | Délka |
| ------ | ------------------------- | ----- |
| 9.     | „Zapálili jsme onen svět“ | 4:36  |
| 10.    | „Vykoupení“               | 5:34  |

## Sestava
- František „Franta“ Štorm – vokály, kytara, fotografie, přebal[pozn 1]
- Tomáš „Necrocock“ Kohout – kytara
- Miroslav „Mirek“ Valenta – bicí
- Tomáš „Monster“ Vendl – baskytara
- Honza „Silenthell“ Přibyl – tympány
- Vlastimil „Vlasta“ Voral - klávesy
- Milan Fibiger – baskytara (skladby 6, 7, 8 a 10)
- Miloš „Dodo“ Doležal – produkce